# Poecilocloeus jutai
Poecilocloeus jutai is een rechtvleugelig insect uit de familie veldsprinkhanen (Acrididae). De wetenschappelijke naam van deze soort is voor het eerst geldig gepubliceerd in 1987 door Amédégnato & Poulain.